# راؤول بيريز فاريلا
راؤول بيريز فاريلا (بالإسبانية: Raúl Pérez Varela) (16 أغسطس 1925 في الأرجنتين - ) هو لاعب كرة سلة أرجنتيني في مركز الهجوم خلفي، شارك في الألعاب الأولمبية الصيفية 1952 وبطولة كأس العالم لكرة السلة 1950 ودورة الألعاب الأمريكية 1951.

## وصلات خارجية
- راؤول بيريز فاريلا على موقع الاتحاد الدولي لكرة السلة (الإنجليزية)
- راؤول بيريز فاريلا على موقع الاتحاد الدولي لكرة السلة (الإنجليزية)
- راؤول بيريز فاريلا على موقع سبورتس رفرنس (الإنجليزية)
- راؤول بيريز فاريلا على موقع أوليمبيديا (الإنجليزية)